# Sherlock Holmes (1939)
Sherlock Holmes je bila serija 14 filmov o Sherlocku Holmesu in dr. Watsonu, ki so izšli med letoma 1939 in 1946. Vsi filmi so bili posneti v črnobeli tehniki. Glavne vloge so odigrali Basil Rathbone (Sherlock Holmes), Nigel Bruce (dr. Watson), Mary Gordon (gospa Hudson) in Dennis Hoey (inšpektor Lestrade). Serija je status svetovnih zvezdnikov prinesla predvsem Rathbonu in Brucu, ki sta kot Holmes in Watson kasneje nastopila še v več radijskih, gledaliških, filmskih in televizijskih delih.
Ustvarjalci serije so si v primerjavi z izvirnimi zgodbami Arthurja Conana Doyla vzeli precej svobode. Večina filmov sloni na eni ali več izvirnih zgodbah, od katerih si sposodi le okostje, saj običajno razvije samosvojo zgodbo z drugačnim primerom od tistega iz izvirne zgodbe. Še največ svobode pa so si ustvarjalci najbrž vzeli pri vlogah dr. Watsona in inšpektorja Lestrada, ki sta ju Bruce in Hoey prikazala kot norčava zmešana starca, kar močno nasprotuje njuni podobi iz Doylovih zgodb. Serija je edinstvena tudi zavoljo svojih vojnih propagandnih vložkov, ki so bili namenjeni dvigovanju morale v vojni s Tretjim rajhom. V nekaterih filmih so tako glavni antagonisti nacisti, še največkrat pa se ta propaganda kaže v uvodnih ali zaključnih dialogih med Holmesom in Watsonom. Holmes in Watson iz Doylovih kratkih zgodb sta živela od konca 19. do pričetka 20. stoletja in druge svetovne vojne nista niti doživela.

## Zgodovina

### Začetki pri Foxu
Produkcijo prvih dveh filmov je prevzelo podjetje  Twentieth Century Fox. Prvi film, Baskervillski pes, ki je izšel leta 1939, so sprva načrtovali kot enkratni projekt. Uspešen sprejem pri kritikih v ZDA je studio opogumil, da se spusti v nadaljevanje. Še istega leta je tako izšel drugi film, naslovljen Prigode Sherlocka Holmesa. Film je odigral ključno vlogo pri uveljavitvi novega načina predelave Doylovih del, po katerem so prvotne zgodbe vzeli za podlago za nove, izvirne zgodbe in primere. Drugi film serije, Prigode Sherlocka Holmesa, je tako na prvi pogled slonel na igri Williama Gilletta iz leta 1899, a se je od Gillettovega dela precej razlikoval.
Baskervillski pes in Prigode Sherlocka Holmesa sta se v zgodovino zapisala kot prva filma o Sherlocku Holmesa, ki sta bila postavljena v izvirno viktorijansko dobo, kamor jo je postavil tudi Doyle. Vsi predhodni filmi so se namreč dogajali v času, v katerem so izšli. Slednje velja tudi za britansko filmsko serijo iz 30. let, v kateri je v vlogi Holmesa zaslovel Arthur Wontner.

### Selitev k Universalu
Po drugem filmu so se odgovorni pri podjetju Twentieth Century Fox odločili s serijo prenehati. Vzrok za tako potezo do danes ostaja neraziskan. Nekateri poznavalci Holmesovega opusa, med njimi tudi Richard Valley (urednik revije Scarlet), sicer zagovarjajo, da naj bi ključno vlogo pri prenehanju serije odigral skromen odziv kritikov v Veliki Britaniji na Baskervillskega psa. Kakor koli, v začetku leta 1942 je filmsko podjetje Universal Studios odkupilo pravice za nekatere kratke zgodbe iz zapuščine Arthurja Conana Doyla. S temi zgodbami so načrtovali novo serijo filmov, pri nastanku katere so nameravali opreti tako na izvirni literarni opus kot tudi na predelavo le-tega. Rathbone in Bruce, ki sta po prenehanju serije s strani Twentieth Century Foxa nadaljevala z vlogama Holmesa in dr. Watsona v različnih radijskih predstavah, sta bila zato z Universalovega gledišča očitna izbira.
Pod okriljem Universala so ustvarjalci posneli nadaljnjih 12 filmov, ki so nastali popolnoma neodvisno od prvih dveh Foxovih filmov. Teh 12 filmov se tako od prvih dveh tudi močno razlikuje. Edina stična točka med Foxovima in Universalovimi filmi iz serije je pravzaprav osnovna igralska zasedba, saj so glavne vloge Holmesa, dr. Watsona in gospe Hudson v vseh filmih odigrali Basil Rathbone, Nigel Bruce in Mary Gordon. To je tudi razlog, zakaj danes vseh 14 filmov splošno prepoznavamo kot eno samo serijo.

## Medvojna propaganda
Pri Universalu so dogajanje iz viktorijanske Anglije premaknili v tedanjo sedanjost 40. let. To so delno storili iz finančnih vzgibov, delno pa ker so želeli ponuditi moderno akcijsko-pustolovsko vzdušje, usklajeno s popularnimi sodobnimi okusi.
Potem ko so v drugo svetovno vojno stopile ZDA, so se prvi trije Universalovi filmi (Sherlock Holmes and the Voice of Terror, Sherlock Holmes in skrivno orožje ter Sherlock Holmes v Washingtonu) osredotočili na izrazito protinacistično tematiko. Ustvarjalci so ob pričetku vsakega od teh filmov poudarili, da se Holmes »ne stara« v boju z modernimi zlikovci 20. stoletja, v tem primeru z nacisti.
Vsi trije filmi so tudi vlekli vzporednice z nekaterimi resničnimi dogodki iz tistega časa. V filmu Sherlock Holmes and the Voice of Terror se tako Holmes spopade z nacističnim radijskim programom, podobno kot resnična radijska oddajanja britanskega izdajalca lord Haw-Hawa. V filmu Sherlock Holmes in skrivno orožje se britanske in nemške enote bojujejo, da bi zavarovale »Tobelov izmetalec bomb,« kar naj bi bilo analogno z resničnim izmetalcem bomb Norden.
Začenši z letom 1942 in filmom Sherlock Holmes in skrivno orožje so vsi nadaljnji filmi iz serije nastali pod taktirko režiserja Roya Williama Neilla.
Med samo drugo svetovno vojno je nastalo še šest filmov: Sherlock Holmes Faces Death, Spider Woman, Škrlatni krempelj, Biser smrti, Sherlock Holmes in hiša strahu ter Dama v zelenem (ki so jo posneli po koncu sovražnosti v Evropi, a še pred japonsko kapitulacijo). V te filme ustvarjalci niso vključili neposrednih vojnih omemb in gre za klasične »holmesovske« detektivske filme. Sherlock Holmes Faces Death je postavljen v poseben dom za žrtve post-travmatskega sindroma, vendar dogajanje ni povezano z vojno. Proti koncu filma Spider Woman se dogajanje preseli na strelišče, na katerem strelci za premične tarče uporabljajo podobe Hitlerja, Mussolinija in cesarja Hirohita, a zgodba tudi v tem filmu ni navezana na vojno tematiko. Prav tako Holmes v samem zaključku filma Škrlatni krempelj citira Churchilla o poglavitni vlogi Kanade v angleško-ameriških odnosih, podobno kot v filmu Sherlock Holmes v Washingtonu, a znova ni nobenega neposrednega sklica na vojno ali kakšne izrecne protinacistične propagande.
S filmom Biser smrti so želeli ustvarjalci pri Universalu popularizirati novo »pošast« po imenu Creeper, ki ga je upodobil Rondo Hatton. Hatton je isto vlogo odigral še v filmih House of Horrors in The Brute Men, ki sta oba izšla leta 1946. Po vojni so v sklopu serije izšli še zadnji trije filmi, Pursuit to Algiers, Terror by Night in Dressed to Kill.
Tudi ko filmi niso več imeli neposredne vojno-propagandne funkcije (proti koncu vojne, ko je zavezniška zmaga postajala realnost, in po koncu vojne), so Universalovi scenaristi še vedno ostali neomajni in dogajanja v filmih niso več vrnili v viktorijansko dobo obeh Foxovih filmov in Doylovega opusa.
Dvojica Rathbone-Bruce je v vlogah Holmesa in Watsona tudi po koncu filmske serije ustvarila številne radijske oddaje. Eno takih so uporabili v Disneyevem filmu The Great Mouse Detective, za zvočni vlogi Holmesa in Watsona. Rathbone se je naposled vloge slavnega detektiva naveličal in se ji je odpovedal, medtem ko Bruca navezanost na lik Watsona ni nikoli zares minila.

## Razlike med filmi in knjižnim opusom
Ustvarjalci so si pri večini filmov serije vzeli precej svobode v primerjavi z literarnim opusom o Sherlocku Holmesu Arthurja Conana Doyla:
- Holmes se je začenši z letom 1942 pričel spoprijemati z modernimi zlikovci, kakršne so predstavljali nacisti. Po prvih treh filmih so nato njegovi nasprotniki postali bistveno manj politično usmerjeni. Prav tako po filmu Sherlock Holmes Faces Death (1943) vojne niso več neposredno omenjali.
- Scenaristi so pogosto uporabili različne Doylove zgodbe, ki so jih dostikrat mešali med sabo, s čimer je nastala nova homogena zgodba. Doylovi literarni predlogi je dogajanje vestno sledilo le v prvem filmu serije, Baskervillskem psu (1939).
- Brucova upodobitev dr. Watsona kot norčavega in zmešanega starca se znatno razlikuje od podobe dr. Watsona iz Doylovih zgodb. Doyle si ga je namreč predstavljal kot sposobnega, če ne celo izjemnega, zdravnika.
- Enako velja za lik inšpektorja Lestrada, ki ga je Dennis Hoey upodobil na podoben način, kot je Bruce upodobil dr. Watsona.

## Igralska zasedba
Mary Gordon je gospo Hudson upodobila v vseh filmih, v katerih se je ta lik pojavil. Enako velja za Dennisa Hoeya in njegovo vlogo inšpektorja Lestrada, ki so jo vključili šele pod okriljem Universala. V prvih dveh Foxovih filmih se inšpektor Lestrade namreč ni pojavil.
Skozi celotno Universalovo serijo so stranski igralci pogosto nastopili v več filmih pod različnimi vlogami. Harry Cording je tako nastopil kot:
- Camberwell v filmu Voice of Terror
- Jack Brady v filmu Sherlock Holmes in skrivno orožje
- plačanec na strehi v filmu The Spider Woman
- George Gelder v filmu Biser smrti
- kapitan Jack Simpson v filmu Hiša strahu
- rakvar Mock v filmu Terror by Night
- Hamid v filmu Dressed to Kill

Skozi celotno serijo so se publiki na podoben način kot Cording večkrat predstavili med drugim Henry Daniell, Frederick Worlock, Gerald Hamer in Evelyn Ankers. Spodaj v preglednico igralske zasedbe so uvrščeni vsi, ki so se pojavili v vsaj dveh filmih.
Holmesovega glavnega sovražnika, profesorja Moriartyja, so upodobili trije različni igralci: George Zucco v filmu Prigode Sherlocka Holmesa (1939), Lionel Atwill v filmu Sherlock Holmes in skrivno orožje (1943) ter Henry Daniell v filmu Dama v zelenem (1945). Lik Moriartyja v vsakem od teh filmov umre nasilne smrti, kar ne vpliva na kakršno koli odsotnost v nadaljevanjih. Vseeno pa so se ustvarjalci s filmom Dama v zelenem verjetno odločili Moriartyja pokopati, saj Holmes v zaključku filma Terror By Night, drugem po Dami v zelenem, pripomni: »... polkovnik Sebastian Moran je bil najbolj zlovešč, okruten in diabolično inteligenten privrženec našega pokojnega, a neobjokovanega prijatelja, profesorja Moriartyja.«

### Preglednica igralske zasedbe
V preglednici so navedeni igralci in njihove vloge v seriji. Označene so samo vidnejše (imenske) vloge.
| Film                                           | Basil Rathbone | Nigel Bruce | Dennis Hoey | Mary Gordon |  | Hillary Brooke | Paul Cavanagh | Henry Daniell | Holmes Herbert | Frederick Worlock |
| ---------------------------------------------- | -------------- | ----------- | ----------- | ----------- |  | -------------- | ------------- | ------------- | -------------- | ----------------- |
| Baskervillski pes (1939)                       |                |             |             |             |  |                |               |               |                |                   |
| The Adventures of Sherlock Holmes (1939)       |                |             |             |             |  |                |               |               |                |                   |
| Sherlock Holmes and the Voice of Terror (1942) |                |             |             |             |  |                |               |               |                |                   |
| Sherlock Holmes in skrivno orožje (1943)       |                |             |             |             |  |                |               |               |                |                   |
| Sherlock Holmes v Washingtonu (1943)           |                |             |             |             |  |                |               |               |                |                   |
| Sherlock Holmes Faces Death (1943)             |                |             |             |             |  |                |               |               |                |                   |
| The Spider Woman (1944)                        |                |             |             |             |  |                |               |               |                |                   |
| Škrlatni krempelj (1944)                       |                |             |             |             |  |                |               |               |                |                   |
| Biser smrti (1944)                             |                |             |             |             |  |                |               |               |                |                   |
| Sherlock Holmes and the House of Fear (1945)   |                |             |             |             |  |                |               |               |                |                   |
| Dama v zelenem (1945)                          |                |             |             |             |  |                |               |               |                |                   |
| Pursuit to Algiers (1945)                      |                |             |             |             |  |                |               |               |                |                   |
| Terror by Night (1946)                         |                |             |             |             |  |                |               |               |                |                   |
| Dressed to Kill (1946)                         |                |             |             |             |  |                |               |               |                |                   |

## Status
Štirje filmi so v javni lasti:
- Sherlock Holmes in skrivno orožje
- Dama v zelenem
- Terror by Night. Prvotni nitratni elementi tega filma so slabo ohranjeni. V najslabšem stanju je zaključnih nekaj minut. Film tako v nizko kakovostnih domačih izdajah pogosto preskakuje ali ima težave z zvokom. Digitalno predelana različica filma teh problemov nima in je v odličnem stanju.
- Dressed to Kill

Zgornji štirje filmi se največkrat predvajajo na televiziji in so tudi že izšli v barvni tehniki. Ostalih deset filmov redko najde svoje mesto na televizijskih ekranih, celo na kanalu Fox Movie Channel, na katerem predvajajo izključno filme Twentieth Century-Foxa.
Ključni deli filmov celotne serije so skozi desetletja večkrat menjali lastnika. Lastninske pravice so tako od Foxa in Universala prešle na različna neodvisna podjetja. Danes ima izključno lastninsko pravico nad serijo CBS Television Distribution, čigar predhodnik KingWorld je filme podedoval leta 2003. Še istega leta so filme uradno obnovili v Filmskem in televizijskem arhivu kalifornijske univerze UCLA. Po obnovi so nato filmi kmalu doživeli svoje domače izdaje, za kar so poskrbeli pri distribucijskem podjetju MPI Home Video.

## Filmi
- 1. Baskervillski pes (1939)
- 2. The Adventures of Sherlock Holmes (1939)
- 3. Sherlock Holmes and the Voice of Terror (1942)
- 4. Sherlock Holmes in skrivno orožje (1943)
- 5. Sherlock Holmes v Washingtonu (1943)
- 6. Sherlock Holmes Faces Death (1943)
- 7. The Spider Woman (1944)
- 8. Škrlatni krempelj (1944)
- 9. Biser smrti (1944)
- 10. The House of Fear (1945)
- 11. Dama v zelenem (1945)
- 12. Pursuit to Algiers (1945)
- 13. Terror by Night (1946)
- 14. Dressed to Kill (1946)

## Sodelovanje Rathbona in Bruca izven serije

### Radio
Po premieri prvih dveh filmov leta 1939 sta Rathbone in Bruce združila moči še v ameriški radijski seriji z naslovom Nove prigode Sherlocka Holmesa. Nanizanka je požela ogromno uspeha in priljubljenosti in je oddajala med letoma 1939 in 1946.
Prav ta radijska nanizanka naj bi odigrala ključno vlogo pri tem, da so Rathbonu in Brucu vnovič ponudili filmski vlogi Holmesa in Watsona po triletnem premoru (do selitve k Universalu). Z radijskim delom sta dosegla širše množice pred radijskimi sprejemniki in vprašanje je, če bi filmsko serijo sploh obudili, če radijska serija ne bi nadaljevala z oddajanjem.
Skupaj so posneli 220 epizod, od katerih jih je do današnjega dne preživelo okoli 150. Preko 50 od teh preživelih epizod je danes na voljo brezplačno prek svetovnega spleta. Vse epizode so v javni lasti.
Zaradi omejenega števila zgodb iz originalnega Doylovega opusa je bila dežurna scenaristka Edith Meisner primorana spisati veliko izvirnih scenarijev. Podobno kot pri filmskih scenarijih je tudi tu šlo za izvirne zgodbe, ki pa so povzemale posamezne elemente zgodb ali posamezne citate iz prvotnega Doylovega opusa. Za razliko od filmske serije pa so radijske epizode (skoraj do konca serije) ohranile viktorijanski pridih. Značilno za uvodne špice je bilo, da je napovedovalec govoril z ostarelim in upokojenim dr. Watsonom, ki naj bi tedaj živel v bungalovu v Kaliforniji in se je za napovedovalca spominjal starih Holmesovih primerov.
Ko je Rathbone leta 1946 odstopil od filmske serije, je približno ob istem času odpovedal sodelovanje še z ustvarjalci radijske serije. Bruce je nato v radijski vlogi še vztrajal eno leto, do leta 1947. V zadnjem letu je sodeloval skupaj s Tomom Conwayem, ki je prevzel vlogo Holmesa. Conwaya so v serijo vklučili predvsem iz razloga, ker je njegov glas močno spominjal na Rathbonovega. Dvojica Conway-Bruce je skupaj ustvarila 39 epizod.
Radijska serija sicer ni nastala posebej za Rathbona in Bruca. Pod različnimi naslovi je namreč preko ameriških radijskih sprejemnikov oddajala vse od leta 1930 pa do leta 1950, pri čemer je v osrednjih vlogah nastopila cela kopica igralcev. Daleč najbolj priljubljen par sta postala prav Rathbone in Bruce, ki sta v vlogah vztrajala tudi najdlje. Prav tako sta bila edina igralca radijske serije, ki sta Holmesa in Watsona upodobila tudi na filmskem platnu. (Edina izjema je William Gillette, ki je bil najbolj poznan po upodobitvi Holmesa na gledaliških odrih. Gillette je leta 1916 kot Holmes nastopil v filmu Sherlock Holmes, leta 1930 pa se je nato pojavil še v premierni epizodi radijske serije.)
Radijska serija velja za eno najpriljubljenejših s strani poznavalcev in zanesenjakov zlate dobe ameriškega radia. Vseeno pa dogajanje občasno zmotijo sporočila sponzorjev, predvsem napovedovalčevi oglasi za vinarno Petri Wine. Sponzorska sporočila je vsake toliko prevzel tudi dr. Watson.

### Filmske vloge izven serije
Približno istočasno z nastankom filmske serije sta Rathbone in Bruce nastopila v kratkem zvočnem humorističnem skeču, v vlogah Holmesa in Watsona. Skeč je bil del komedije Crazy House iz leta 1943. V skeču Watson pridrvi na sceno in pove Holmesu, da sta humoristični duet Olsen in Johnson ravno pristala v programu filmskega podjetja Universal. Holmes je slednje že vedel. Ko ga Watson vpraša, kako da to že ve, Rathbone oziroma Holmes odgovori: »Sem Sherlock Holmes. Vem vse.« Rathbone in Bruce sta na filmskih platnih v vlogah Holmesa in Watsona nastopila edino še leta 1944 v filmski priredbi romana Daphne du Maurier, Frenchman's Creek.

### Televizija
Sedem let po zaključku radijske serije je Rathbone privolil v ponovno upodobitev vloge Holmesa, za televizijske ekrane. Televizijska vloga je bila v sklopu polurne epizode CBS-ove nanizanke Suspense. Epizodo so naslovili »Prigoda črne baronice,« premierno so jo predvajali 26. maja 1953. Vlogo Watsona je prevzel Martyn Green. Ustvarjalci so sprva načrtovali, da bi epizoda predstavaljala le uvod v daljšo televizijsko nanizanko, a se za snemanje le-te naposled ni odločila nobena od televizijskih hiš. 

### Gledališče
Kasneje leta 1953 je Rathbone privolil še v vlogo Holmesa v sklopu broadwayske gledališke igre. Upal je, da se mu bo na odru pridružil tudi Bruce, a je slednji hudo zbolel. Umrl je še pred premiero, ko se je igralska zasedba še usklajevala med sabo in igro vadila. Kritiki so nato igro sprejeli izrazito negativno, tako da je predstava dočakala zgolj tri ponovitve.

### Albumi
Rathbonova zadnja povezava z vlogo Sherlocka Holmesa je postala zbirka petih albumov z naslovom Dogodivščine Sherlocka Holmesa, ki je izšla leta 1958.  Albumi so vsebovali štiri zgodbe o Holmesu, ki jih je bral Rathbone. Te zgodbe so bile: 
- A Scandal in Bohemia
- Liga rdečelascev
- The Adventure of the Speckled Band
- The Adventure of the Blue Carbuncle